# Twisted Method
Twisted Method fue un cuarteto norteamericano de Nu metal, procedente de Cape Coral, Florida.

## Información general

### Historia
En 1998, Twisted Method nació luego de que sus integrantes se conociesen en la universidad, editando durante ese mismo año dos demos (Outrage y un EP Homónimo).
Más tarde, la banda firmaría un contrato de cinco años con la disquera MCA Records (Geffen Records), de 15.5 millones de dólares, lo que les abriría enormemente sus expectativas en lo que a promoción, escenarios y recursos de grabación de material discográfico refiere.
Geffen Records, que recientemente habría sido adquirida por MCA Records, consiguió un puesto para la banda en el segundo escenario del Ozzfest Tour 2003, lo que les brindó la oportunidad de presentar su primer y único larga duración, titulado Escape from Cape Coma, el cual produjo los sencillos "The End", "Reach" y "Fled". Aun así, y a pesar de estar contratados por un buen periodo de tiempo, cosas fueron saliendo a flote cuando Geffen les dijo que ellos deberían de financiar su segundo álbum, pero les daría un puesto para salir de gira junto a la banda de metal industrial Dope dos veces el año 2004 y de grabar demos en junio junto a Edsel Dope. Mas, el 9 de junio de 2005, Twisted Method anunció su separación, luego de la salida del baterista Ben Goins y el guitarrista Andrew Howard, este último retirándose para compartir más tiempo con su familia, luego de convertirse en padre. Pero durante la mañana del viernes 16 de septiembre de 2005, a la edad de 23 años, Andrew Howard fue encontrado muerto en su apartamento. Luego de ya cuatro años del acontecimiento, su muerte aún sigue siendo un misterio.
Sin embargo, los restantes miembros de Twisted Method, Derrick "Tripp" Tribbett y Derek DeSantis rápidamente formaron una banda llama Makeshift Romeo.

### Actualidad
Hoy en día, además de Makeshift Romeo, el vocalista Derrick "Tripp" Tribbett se encuentra tocando bajo en Dope, y el bajista Derek DeSantis se ha unido a la banda Ekotren, que actualmente se encuentra de tour junto a la banda de metal alternativo Ill Niño.

## Miembros
- Derrick "Tripp" Tribbett – Vocales
- Andrew Howard – Guitarra (9 de junio de 1982 – 16 de septiembre de 2005)
- Derek DeSantis – Bajo
- Ben Goins – Batería

## Discografía

### EP y Demos
- Outrage (Demo Tape) - 1998
- Twisted Method (EP) - 1998

### LP
- Escape from Cape Coma - 2003

### Singles
- Reach - 2003
- The End/Fled - 2003